# Bene Lario

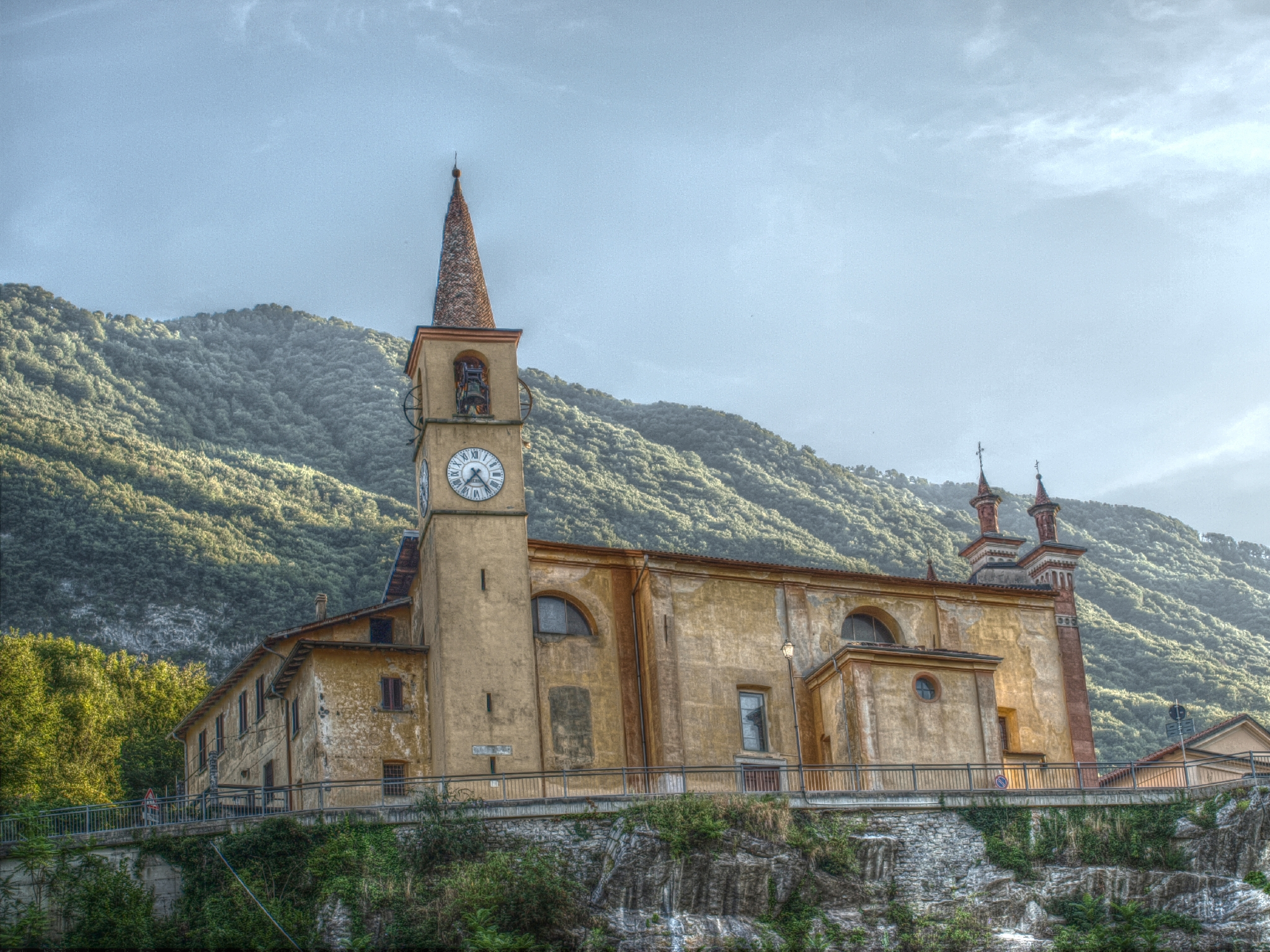
Bene Lario, Kirche Santi Vito und Modesto

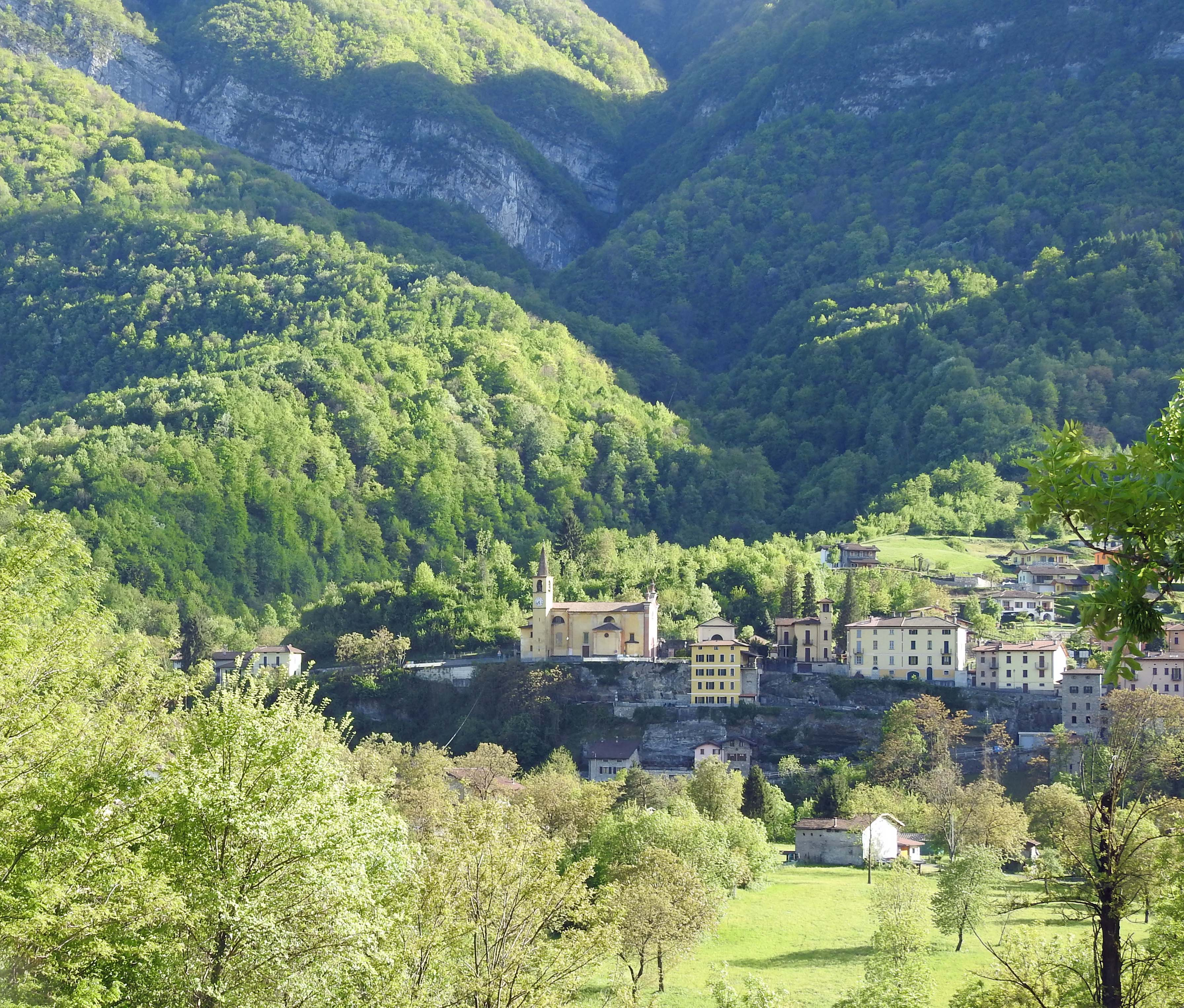
Bene Lario von Norden

Bene Lario ist eine kleine norditalienische Gemeinde mit 341 Einwohnern (Stand 31. Dezember 2023) in der italienischen Provinz Como in der Region Lombardei.

## Geographie
Die Gemeinde liegt etwa 26,5 Kilometer nordnordöstlich von Como am Fuße des Berges Monte Calbiga (1698 m s.l.m.). Sie ist circa 50 km von Como entfernt und ihr Gebiet grenzt an die Gemeinden Carlazzo im Norden, Porlezza im Westen, Grandola ed Uniti im Osten und Tremezzina im Süden.

## Bevölkerungsentwicklung
Daten von ISTAT

## Verkehr

### Ehemalige Eisenbahn
Die Menaggio-Porlezza-Eisenbahn war eine Schmalspurbahn, die Menaggio am Comer See mit Porlezza am Luganersee verband. Sie wurde 1884 eingeweiht, 1939 wurde der Betrieb eingestellt und die Strecke 1966 geschlossen. Die Machbarkeitsstudien und dann die Bauarbeiten, die auf Initiative öffentlicher und privater, italienischer und schweizerischer Institutionen (insbesondere der Banca della Svizzera Italiana mit Sitz in Lugano) durchgeführt wurden, wurden im Sommer 1884 von dem Ingenieur Emilio Olivieri abgeschlossen. Die Kosten für den Bau des Netzes, einschließlich der Ausrüstung der Bahn, beliefen sich auf 1.108.901,71 Francs, was 1,2 Millionen Lire entspricht: Dies entsprach also einer Ausgabe von rund 100.000 Lire pro Kilometer. Mit dem königlichen Dekret vom 24. März 1881 wurde die Banca della Svizzera Italiana ermächtigt, in Italien tätig zu werden, und die Banca gründete die Società di Navigazione e Ferrovie pel lago di Lugano (SNF) mit Sitz in Lugano, die mit dem Betrieb der Bahn beauftragt wurde, die am Mittwoch, dem 8. Oktober 1884 eingeweiht und am Montag, dem 17. November desselben Jahres für den öffentlichen Verkehr freigegeben wurde. Das goldene Zeitalter der Bahn endete mit dem Ausbruch des Ersten Weltkriegs: Es fehlte an Touristen und Güterverkehr, und die Preise stiegen enorm an, so dass der Verwaltungsrat beschloss, Verhandlungen über den Verkauf der Strecke Menaggio-Porlezza und der anderen Strecke des Unternehmens, Ponte Tresa TI-Luino, die nicht mehr rentabel waren, aufzunehmen. Die Verhandlungen wurden im Juli 1918 abgeschlossen. Nach dem Verkauf änderte das Unternehmen seinen Namen in SNL (Società Navigazione Lago di Lugano).
Der Kopfbahnhof Menaggio, dessen Bahnhofsgebäude erhalten und renoviert wurde, hatte eine besondere Beschaffenheit, die dazu führte, dass die Züge, die die Anlegestelle verließen, fast 1 km rückwärts fahren mussten, bevor sie ihre Richtung in Richtung Luganersee ändern konnten. Nach der Durchquerung des Sonega-Gebietes wurde nach einer kurzen Brücke der Bahnübergang mit der parallel verlaufenden Provinzstraße überquert und dann der Croce-Tunnel erreicht; anschließend wurde der Bahnhof Grandola erreicht, gefolgt von den Haltestellen Bene Lario und Piano Porlezza; nachdem man den kleinen Piano-See von Norden her passiert hatte, wurde die Haltestelle San Pietro Sovera erreicht. Nach der Haltestelle Tavordo, deren Gebäude noch steht, ging die Fahrt weiter und endete an der Anlegestelle Porlezza, die mit drei Gleisen ausgestattet ist.
Von 1964 bis zum 31. Juli 1966 wurden die Gebäude der Bahnhöfe, Mautstellen und Haltestellen entlang der Strecke verkauft. Am 29. November 1966 wurde ein Antrag auf endgültige Stilllegung der Strecke gestellt und die Betreibergesellschaft aus dem Handelsregister gelöscht. Zusätzlich zu den Kosten für die vergeblichen Arbeiten verbrannte das Unternehmen zusätzliche Mittel in Höhe von über 7 Millionen Lire. Die Strecke wurde nach und nach stillgelegt: Einige Abschnitte wurden später in Radwege umgewandelt, andere verschwanden durch den Bau neuer Gebäude. Die Haltestellen San Pietro, Piano und Bene-Grona wurden in Privatwohnungen umgewandelt.

## Sehenswürdigkeiten
- Kirche Santi Vito und Modesto[2]
- Kirche Santissima Trinità im Ortsteil La Santa[3]